# Anurophorus serratus
Anurophorus serratus is een springstaartensoort uit de familie van de Isotomidae. De wetenschappelijke naam van de soort is voor het eerst geldig gepubliceerd in 1976 door Louis Deharveng.